# Onthophagus flaviclava
Onthophagus flaviclava là một loài bọ cánh cứng trong họ Bọ hung (Scarabaeidae).